# Impasug-Ong
Impasug-Ong is een gemeente in de Filipijnse provincie Bukidnon op het eiland Mindanao. Bij de laatste census in 2007 had de gemeente ruim 39 duizend inwoners.

## Geografie

### Bestuurlijke indeling
Impasug-Ong is onderverdeeld in de volgende 13 barangays:
| - Bontongon - Bulonay - Capitan Bayong - Cawayan - Dumalaguing - Guihean - Hagpa | - Impalutao - Kalabugao - Kibenton - La Fortuna - Poblacion - Sayawan |

## Demografie
Impasug-ong had bij de census van 2007 een inwoneraantal van 39.315 mensen. Dit zijn 8.142 mensen (26,1%) meer dan bij de vorige census van 2000. De gemiddelde jaarlijkse groei komt daarmee uit op 3,25%, hetgeen hoger is dan het landelijk jaarlijks gemiddelde over deze periode (2,04%). Vergeleken met de census van 1995 is het aantal mensen met 13.926 (54,9%) toegenomen.

De bevolkingsdichtheid van Impasug-ong was ten tijde van de laatste census, met 39.315 inwoners op 1051,17 km², 37,4 mensen per km².